# ティロン統監
ティロン統監（ティロンとうかん、英語: Lord Lieutenant of Tyrone）は、イギリスの官職。統監の1つで、ティロン県を担当する。1831年首席治安判事（アイルランド）法（Custos Rotulorum (Ireland) Act 1831）により、Governor職を置き換える形で設立され、ティロン首席治安判事も兼任する。1921年に北アイルランドが成立した後も引き続き任命されている。

## 一覧
- 1831年10月17日 – 1839年4月8日：第2代カリドン伯爵デュ・プレ・アレグザンダー[2]
- 1839年6月 – 1863年12月26日：第2代チャールモント伯爵フランシス・コールフィールド[2]
- 1864年3月3日 – 1892年1月12日：第3代チャールモント伯爵ジェームズ・コールフィールド[2]
- 1892年2月20日 – 1913年4月6日：第4代ベルモア伯爵サマセット・ロリー＝コリー（英語版）[2]
- 1913年8月5日 – 1916年7月4日：エドワード・アーチデイル（英語版）[2]
- 1917年4月26日 – 1945年：第3代アバコーン公爵ジェイムズ・ハミルトン[2]
- 1945年9月25日 – 1950年10月1日：ジェームズ・ポンソンビー・ガルブレイス[2]
- 1951年1月8日 – 1979年：ハミルトン侯爵ジェイムズ・ハミルトン（のち第4代アバコーン公爵）[2]
- 1979年3月1日 – 1986年10月3日：ジョン・ヘンリー・ハミルトン＝スタバー[2]
- 1987年3月20日 – 2009年7月4日：第5代アバコーン公爵ジェイムズ・ハミルトン[2][3]
- 2009年7月5日 – ：ロバート・ロリー・スコット（英語版）[3]